# Pierre Darriulat
Pour les articles homonymes, voir Darriulat.
Pierre Darriulat (né le 17 février 1938 à Eaubonne) est un physicien expérimentateur français, membre de l'Académie des sciences. Il a contribué à plusieurs expériences prestigieuses auprès des accélérateurs du CERN dont il était membre permanent. Il était en particulier porte-parole de la collaboration UA2 de 1981 à 1986, période pendant laquelle les collaborations UA1 et UA2 ont découvert les bosons faibles W et Z en 1983.

## Éducation
Pierre Darriulat est ancien élève de l’École Polytechnique (1956-1958). Il a fait son service militaire dans la Marine Nationale française (1958-1960). Après deux années passées au cyclotron de Saclay (1960-1962) il a travaillé aux États-Unis sur le cyclotron de 88 pouces de Berkeley (1962-1964) et a obtenu son diplôme de docteur ès sciences de l’université d’Orsay en 1965 sur ses recherches effectuées à Berkeley.

## Carrière et recherche
Jusqu’au milieu des années 1960, Pierre Darriulat a conduit des expériences de physique nucléaire, (diffusion de particules α) auprès du cyclotron du Centre de Recherches Nucléaires de Saclay, France. Il est ensuite allé travailler, d’abord comme visiteur puis comme boursier, auprès du synchrotron à protons du CERN dont il est devenu membre permanent en 1971.
Il a passé les six premières années de son séjour au CERN dans l’équipe de Carlo Rubbia qui a donné des contributions essentielles à la physique de la violation de l’invariance CP dans le secteur des mésons K neutres,. Il a ensuite créé sa propre équipe et conduit diverses expériences auprès des anneaux de collision à intersections (ISR) qui venaient d'être construits. Lorsque Carlo Rubbia a obtenu la possibilité d’utiliser le tout nouveau Super Proton Synchrotron comme anneau de collision entre protons et antiprotons, Pierre Darriulat et quelques collègues ayant travaillé sur les ISR ont proposé en 1978 l’expérience UA2 dont Pierre Darriulat a été le porte-parole de 1981 à 1986. En 1983 les collaborations UA1 et UA2 ont découvert conjointement les bosons faibles W et Z, une étape importante de la physique contemporaine qui confirmait la validité de la théorie d’unification électrofaible. En 1984, le Prix Nobel de Physique a été décerné à Carlo Rubbia et Simon van der Meer pour leurs contributions décisives à la conception et à la construction du collisionneur proton-antiproton.
La collaboration UA2 a obtenu des résultats importants portant sur l’observation et sur l’étude de l’émission de quarks et gluons sous la forme de jets hadroniques, contribuant ainsi à la vérification expérimentale des prédictions de la chromodynamique quantique.
De 1987 à 1994 Pierre Darriulat a servi comme Directeur de la Recherche du CERN, période pendant laquelle le collisionneur électron-positon (LEP) est entré en fonction. Il s’est ensuite tourné vers la physique de la matière condensée, se consacrant à l’étude des propriétés supraconductrices des couches minces de niobium.
En 2000, Pierre Darriulat a créé une équipe au Vietnam au sein de laquelle il poursuit aujourd’hui ses recherches en astrophysique. Après quelques années consacrées à l’étude des rayons cosmiques aux énergies extrêmes dans le cadre de la collaboration internationale de l’Observatoire Pierre Auger, l’équipe s’est convertie à la radioastronomie millimétrique et submillimétrique, se concentrant sur la physique stellaire (étude des étoiles en formation et des étoiles en fin de vie) ainsi que sur celle des galaxies à haut déplacement vers le rouge du premier Univers. L’équipe constitue aujourd’hui le Département d’Astrophysique du Centre Spatial Vietnamien (VNSC) de l’Académie Vietnamienne des Sciences et Technologies (VAST).
En 2019, il fait partie des 40 signataires français d'une pétition remise aux dirigeants de l'Organisation des nations unies et assurant qu'il n'existe pas « d'urgence ou de crise climatique ».

## Distinctions
- 1973 : Prix Joliot-Curie
- 1986 : Membre de l’Académie des sciences[13]
- 1987 : Grand Prix de l’Académie des Sciences : prix du Commissariat à l’énergie atomique
- 1997 : officier de la Légion d’Honneur
- 2008 : Prix André Lagarrigue[14]
- 2014 : Médaille de l’Amitié du Gouvernement Vietnamien
- 2016 : Prix Phan Chau Trinh pour l’éducation et la culture
- Docteur honoris causa de l’Université de Pavie (Italie)

## Quelques publications
- Darriulat, P. : Réflexions sur la science contemporaine, Les Ulis: EDP Sciences, 2007.
- Darriulat, P. and Chohan, V.  : The CERN Antiproton Programme : Imagination and Audacity Rewarded in : Technology Meets Research, Hamburg: World Scientific, pp. 179-215, 2017.
- Darriulat P. and Di Lella, L. : Revealing Partons in Hadrons From the ISR til the SPS Collider in : 60 years of CERN experiments and discoveries, World Scientific, pp. 313-341, 2015.
- UA2 Collaboration : Observation of single isolated electrons of high transverse momentum in events with missing transverse energy at the CERN ppbar collider, Phys. Lett. B , vol. 122, no 5, pp. 476-485, 1982.
- UA2 Collaboration : Evidence for Z0 → e+ e- at the CERN anti-p p Collider, Phys. Lett. B, vol. 129, no. 1-2, pp. 130-140, 1983.
- UA2 Collaboration : Measurement of the Standard Model Parameters from a Study of W and Z Bosons, Phys. Letter. B, vol. 186, pp. 440-451, 1987.
- UA2 Collaboration : Observation of Very Large Transverse Momentum Jets at the CERN anti-p p Collider, Phys. Lett. B, vol. 118, pp. 203-210, 1982.
- Darriulat, P.  : Looking at science and education in my second homeland, The Gioi, Viet Nam, 2016.